# Tetradium daniellii

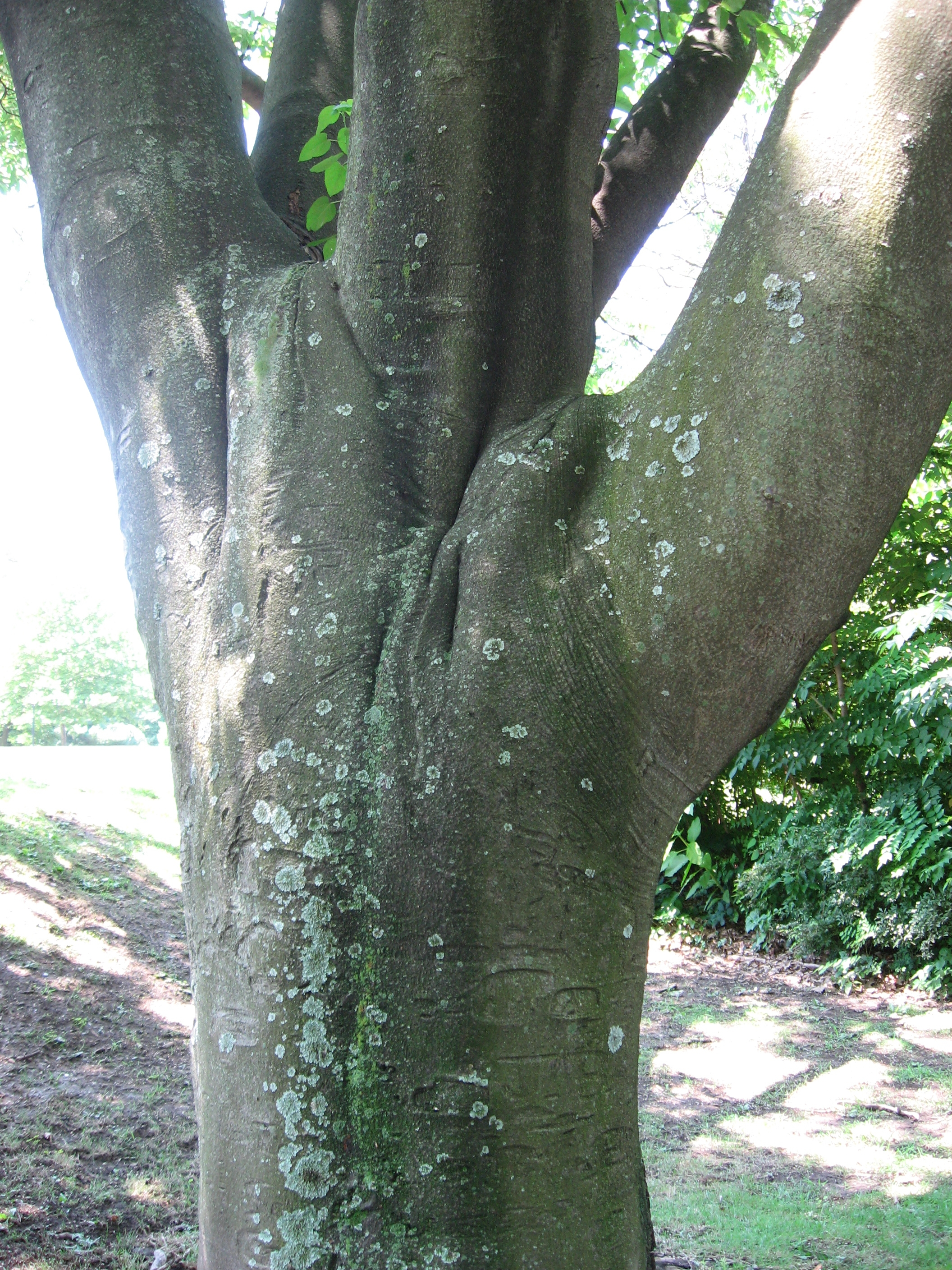
Escorça de T. daniellii

Tetradium daniellii és una espècie d'arbre dins la família de les rutàcies. És una planta ornamental i se l'anomena també arbre de les abelles. Es troba a la Xina i Corea.
Fa fins a 20 metres d'alt. Fulles de 15-44 cm, 5-9 (o 11); foliolades, els folíols són àmpliament ovats a lanceolats o el·líptics, 5-18.5 × 2.5-10.5 cm, les inflorescències de 3.5-19 cm (4 o) 5 flors. Fruits amb 5 carpels Floreix de juny a agost, fructifica d'agost a novembre.

## Taxonomia
Tetradium daniellii va ser descrit per (Benn.) T.G.Hartley i publicat a The Gardens' Bulletin Singapore 34(1): 105–108. 1981.
Sinònims
- Ampacus daniellii (Benn.) Kuntze
- Euodia baberi Rehder & E.H. Wilson
- Euodia daniellii (Benn.) Hemsl.
- Euodia daniellii var. delavayi (Dode) C.C. Huang
- Euodia daniellii var. henryi (Dode) C.C. Huang
- Euodia daniellii var. hupehensis (Dode) C.C. Huang
- Euodia daniellii var. labordei (Dode) C.C. Huang
- Euodia daniellii var. villicarpa (Rehder & E.H. Wilson) C.C. Huang
- Euodia delavayi Dode
- Euodia henryi Dode
- Euodia henryi var. villicarpa Rehder & E.H. Wilson
- Euodia hupehensis Dode
- Euodia labordei Dode
- Euodia sutchuenensis Dode
- Euodia velutina Rehder & E.H. Wilson
- Euodia vestita W.W. Sm.
- Evodia daniellii (Benn.) F.B.Forbes & Hemsl.
- Evodia daniellii var. laxiflora S.C.Li & X.M.Liu
- Evodia delavayi Dode
- Evodia henryi Dode
- Evodia hupehensis Dode
- Evodia sutchuenensis Dode
- Evodia velutina Rehder & E.H.Wilson
- Evodia vestita W.W.Sm.
- Zanthoxylum bretschneideri Maxim.
- Zanthoxylum daniellii Benn. basónimo[2]